# Heterachthes xyleus
Heterachthes xyleus là một loài bọ cánh cứng trong họ Cerambycidae.